# Nemka
Nemka (лат.) — род ос-немок из подсемейства Mutillinae.

## Распространение
Палеарктика (от Марокко до Тайваня), в Европе 1 вид Для СССР указывалось около 8 видов.

## Описание
Как правило, мелкие пушистые осы (5—10, иногда до 19 мм). На переднем крае наличника отсутствует срединный выступ. У самцов вольселлы с базальным наружным выростом, на котором расположены очень длинные волоски. У самцов 13-члениковые усики, у самок — 12-члениковые. Тело в густых волосках. Самка осы пробирается в чужое гнездо и откладывает яйца на личинок хозяина, которыми кормятся их собственные личинки.

## Систематика
Первоначально был выделен гименоптерологом А. С. Лелеем в качестве подрода в составе рода Smicromyrme (Лелей, 1985). Позднее таксону Nemka Lelej, 1985 был придан статус отдельного рода.

### Виды Европы
- Nemka viduata (Pallas, 1773)
  - Nemka viduata andalusiana (Skorikov, 1935)
  - Nemka viduata insulae (Invrea, 1940)
  - Nemka viduata macquarti (Lepeletier, 1845)
  - Nemka viduata viduata (Pallas, 1773)
- Другие виды